# Zvedák

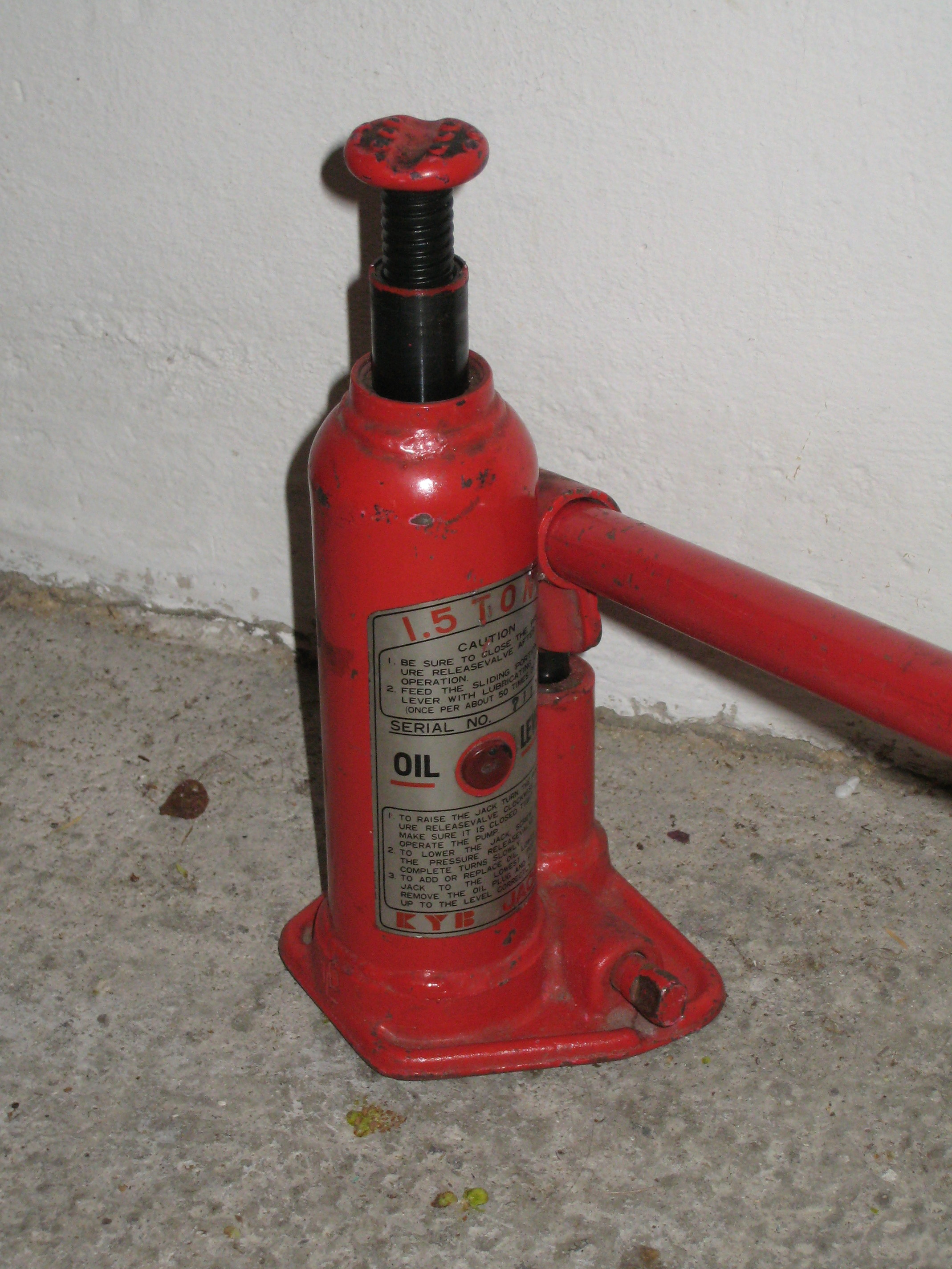
Hydraulický zvedák

Zvedák (zdvihák, zdvihadlo) neboli hever je zařízení, které slouží ke zvedání kusových břemen do výšky několika centimetrů až desítek centimetrů.
Podle způsobu přenosu síly se zvedáky rozdělují na mechanické, pneumatické, hydraulické či kombinované.

## Historie
Výrobou zvedáků se zabýval specializovaný zámečník – heverník.

## Etymologie
Výraz hever patří do skupiny slov z řemeslnického prostředí, přejatých z němčiny (z německého Heber). Je uveden již v Jungmannově slovníku (v dobovém českém pravopisu hewer) s významy vyzdvihovadlo, jeřáb (přepsáno do současného pravopisu). Jako jeden z německých ekvivalentů je uveden Hebezeug.

## Mechanický zvedák

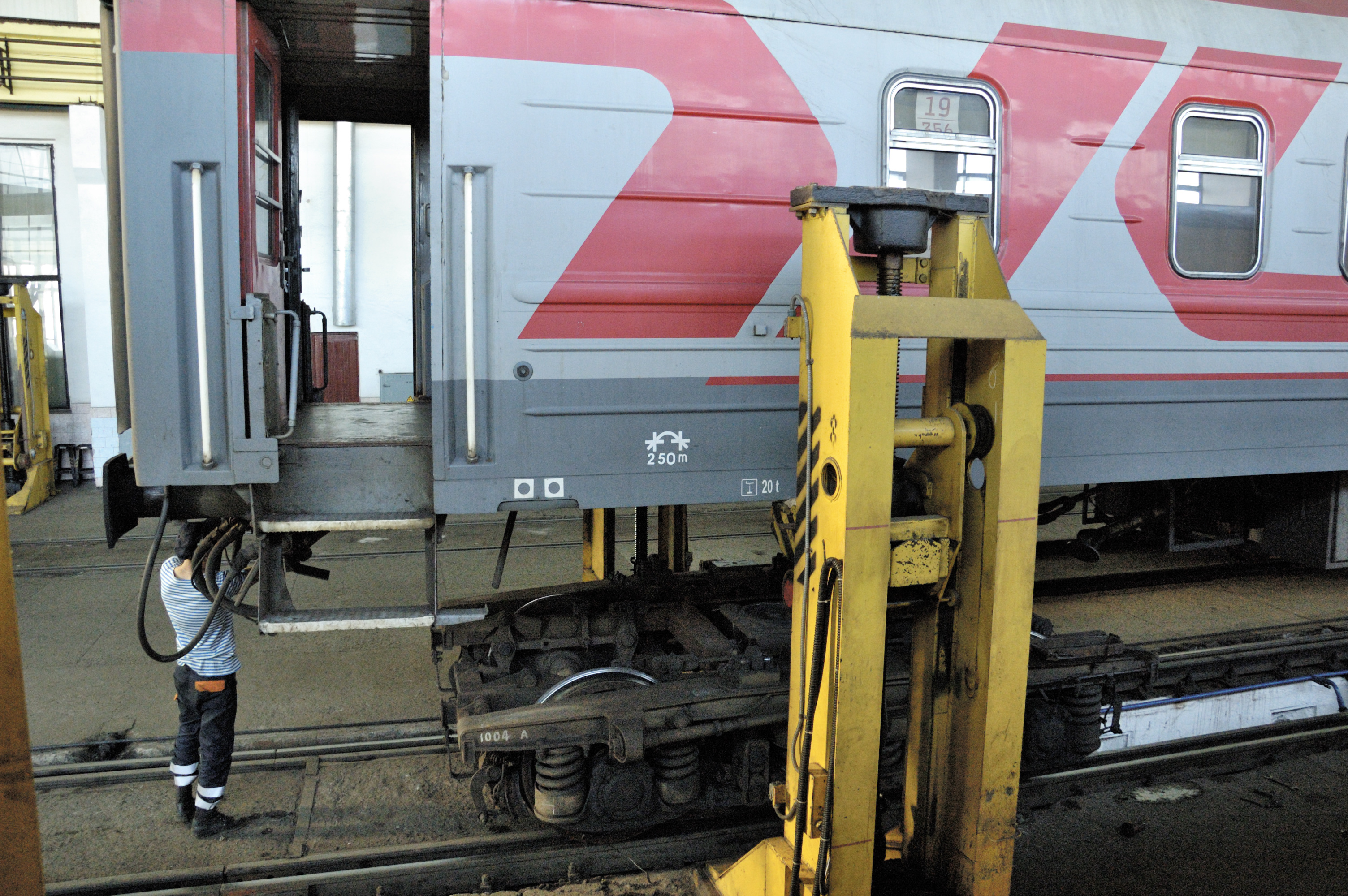
Železniční šroubový zvedák UDS160

U těchto typů zdvihadel je zdvihací síla přenášena pomocí základních mechanických členů jako jsou pohybové šrouby, ozubené převody, pákové systémy apod. Pohon těchto zvedáků je buď ruční nebo pomocí elektromotoru.
Základní typy mechanických zdvihadel:
- hřebenový
- šroubový
- šroubový s kombinovaným převodem
- nůžkový

### Hřebenový zvedák
Tento typ se vyrábí pro nosnost 2–50 tun. Tyč s hřebenovým ozubením je uložena v plechové skříni, hnací síla se z kliky převádí složeným ozubeným převodem na pastorek a z něho na ozubenou tyč. Břemeno v různých polohách zajišťuje rohatka se západkou. Jde pak o obdobu vrátku, jen s tím rozdílem, že ten je tahový, ne tlakový.

### Šroubový zvedák
Poměr síly na rukojeti k tíze břemena je u šroubových zvedáků menší než u hřebenových a proto stejnou silou lze zdvihnout těžší břemena. Jednoduchých šroubových zvedáků se používá pro zdvihání břemen o hmotnosti až 35 tun do výšky až 30 cm. Matice, suvně uložená v tělese zvedáku, se při dotáčení šroubu s břemenem zdvihá nebo klesá. Výšku hlavice zvedáku lze před použitím podle potřeby přestavět zašroubováním nebo vyšroubováním pomocného šroubu v horní části matice. Účinnost šroubových zvedáků je malá.

## Pneumatický zvedák
Používá se pro hmotnosti břemene do 50 tun.
V dnešní době jsou hojně zastoupeny tzv. zvedacími gumovými vaky. Je možné je nafukovat kompresorem, stlačeným vzduchem z tlakové lahve nebo ruční pumpou. Nosnosti vaků jsou od 5 do 50 tun. Jsou velmi rozšířené ve vybavení hasičů.[zdroj?]

## Hydraulický zvedák
Používá se pro nejtěžší břemena. Kapalina se vytlačuje kýváním páky přes výtlačný ventil pod píst o velkém průměru, přičemž je nádrž kapaliny uzavřena sacím ventilem. Břemeno se spouští otevřením přepouštěcího ventilu.